# 川崎博也
川崎 博也（かわさき ひろや、1954年8月4日 - ）は、日本の実業家。神戸製鋼所元代表取締役社長。第31代神戸商工会議所会頭。

## 略歴
和歌山県伊都郡かつらぎ町生まれ。かつらぎ町立笠田中学校、和歌山県立笠田高等学校を卒業。1980年、京都大学大学院工学研究科修了、神戸製鋼所に入社。2001年IPP本部建設部長、2002年加古川製鉄所設備部長、2007年執行役員、2010年常務執行役員、2012年専務執行役員を経て、2013年代表取締役社長、2016年代表取締役会長兼社長に就任。2018年、検査データ改竄問題に対する責任を取り退任。現在は神戸製鋼所特任顧問。2022年11月より神戸商工会議所第31代会頭に就任。
略年譜
- 1980年3月：京都大学大学院工学研究科修士課程機械工学専攻修了
- 1980年4月：株式会社神戸製鋼所入社
- 2001年4月：鉄鋼部門 生産本部 神戸製鉄所発電所建設本部 工事部長
- 2001年9月：鉄鋼部門 IPP本部 建設部長
- 2002年10月：鉄鋼部門加古川製鉄所設備部長
- 2006年4月：鉄鋼部門加古川製鉄所副所長
- 2007年4月：執行役員鉄鋼部門鋼材生産技術の担当、同技術総括部長
- 2010年4月：常務執行役員 経営企画部、ものづくり推進部、IT企画部、海外事務所(本社 所管)の担当、全社システムの担当、社長特命事項の担当
- 2012年4月：専務執行役員 全社技術開発の総括、環境防災部、人事労政部(安全管理・ QC支援)、ものづくり推進部、IT企画部の総括、全社システム の総括、経営企画部、海外拠点(本社所管)の担当、鉄・資源 海外企画部について担当役員を支援
- 2012年6月：専務取締役
- 2013年4月：代表取締役社長
- 2016年4月：代表取締役会長兼社長
- 2018年4月：株式会社神戸製鋼所特任顧問
- 2022年11月：神戸商工会議所会頭、日本商工会議所副会頭